# Давидково (станція метро)
55°42′55″ пн. ш. 37°27′06″ сх. д. / 55.71528° пн. ш. 37.45167° сх. д.
«Давидково» (рос. Давыдково) — станція Великої кільцевої лінії Московського метрополітену. Розташована між станціями «Аміньєвська» та «Кунцевська». Знаходиться на заході Москви, у колишньому місті Кунцево, на межі районів Філі-Давидково та Можайський ЗАО поблизу примикання Ініціативної вулиці до Аміньєвського шосе. Відкриття відбулося 7 грудня 2021 року у складі дільниці «Мньовники»— «Каховська»
.

## Конструкція
Колонна трипрогінна мілкого закладення (глибина закладення — 33 м) з двома прямими береговими платформами.

## Колійний розвиток
Станція з колійним розвитком — до головних колій примикають дві одноколійні ССГ з електродепо «Аміньєвське» з боку станції «Аміньєвська».

## Оздоблення
В основу архітектурно-художнього рішення станції лягла мальовнича долина річки Сетунь та зелені масиви природного заказника що обрамляють її. Біла стеля на станції додадає більше світла і легкості інтер'єру та відзеркалюється у полірованій підлозі і стінах лінійні світильники створюють ефект мерехтіння відблисків сонця на гладі води. В оздобленні станції використовують натуральні природні матеріали. Поєднання різноформатних плит полірованого світлого і темного мармуру створюють імітацію течії річки.

## Пересадки
- Автобуси: 11, 77, 104, 236, 459, 622, 688, 732, 733